# Peptostreptococcus
Peptostreptococcus è un genere di batterio appartenente alla famiglia delle Peptostreptococcaceae.